# Beriev Be-30
Dimensions
Le Beriev Be-30 est un avion de ligne soviétique à ailes hautes et une capacité de décollage et d'atterrissage courts (STOL). La voilure est faite en matériaux composites à structure « nid d'abeille ».